# Otvoreni kod
Otvoreni kod - generički je naziv za:
- softver čiji je izvorni kod i/ili nacrti (dizajn) dostupan javnosti na uvid, korištenje, izmjene i daljnje raspačavanje (primjeri: Firefox web preglednik, MediaWiki softver, Joomla )
- kad se eng. termin open source prevodi kao otvoreni izvor, onda se odnosi na bilo kakvu informaciju, bilo pisanu ili audiovizualnu, koja je slobodno dostupna javnosti

## Načini licenciranja i korištenja
Danas postoji velik broj licenci koje definiraju prava i obveze kako autora, tako i korisnika softvera otvorenog koda (obično autor zadržava pravo da se kod daljnje distribucije njegovog koda mora vidjeti tko je prvi autor, tj. autor prve verzije programa, dok je obično obveza korisnika da sačuva informaciju o autoru programa).
Neke od češće korištenih licenci:
- GPL - GNU General Public License
- GFDL - GNU Free Documentation License
- LGPL - GNU Lesser General Public License
- OPL - Open Content License

Na zajedničkom poslužitelju medijawiki projekta koriste se sljedeće licence (uz gorenavedene GPL i GFDL):
- CCL - Creative Commons License
- FAL - Free Art License

## Javno vlasništvo
Knjiga (slika) ili bilo koja druga informacija/umjetničko djelo čija su autorska prava istekla nalazi se u javnom vlasništvu.

## Načini licenciranja i korištenja
Cilj Otvorenog koda je da što više ljudi sudjeluju u razvoju neke aplikacije kao i naobrazbe. Mnogo više možete naučiti gledajući druge kodove.

## Wikipoveznice
- slobodna programska podrška (slobodan softver)
- freeware
- shareware
- demo
- abandonware
- vaporware
- shovelware (crapware, garbageware)
- adware
- donationware
- nagware
- glossyware
- beerware
- spyware